# Monster High 2
Monster High 2 ist ein US-amerikanischer Musical-Fernsehfilm von Todd Holland aus dem Jahr 2023. Er ist eine Fortsetzung von Monster High: Der Film  und basiert auf dem Monster-High-Modepuppen-Franchise von Mattel. Der Film wurde am 5. Oktober 2023 in den Vereinigten Staaten auf Nickelodeon und Paramount+ veröffentlicht. Die deutsche Veröffentlichung erfolgte am 6. Mai 2024 auf Paramount+.

## Handlung
Clawdeen Wolf ist jetzt ein berühmtes Monster, weil sie die Monster High vor Edward Hyde Jr. gerettet hat, was sie sehr glücklich macht. Am ersten Tag nach der Rückkehr in die Schule taucht die Werkatze Toralei Stripe, die ein Jahr lang in Scaris (Frankreich) studiert hat, wieder auf. Sie ist sowohl gegen Halbmonster als auch gegen Hexerei an der Schule, da sie in Frankreich von Hexen angegriffen wurde.
In der Schulversammlung werden die neuen Schüler, u. a. Ellis, ein Vampir, begrüßt, und Schulleiterin Bloodgood verkündet, dass Clawdeen und Toralei die beiden Kandidaten für das Amt des Verwaltungsstudent sind. Clawdeen möchte den Posten, um in die Fußstapfen ihrer Mutter Selena zu treten, und möchte sicherstellen, dass Hexerei und Halbmenschen an der Monster High weiterhin erlaubt sind. In der Nacht übt Draculaura im Hof Magie, als Ellis auftaucht und ihr offenbart, dass er ebenfalls Hexerei Praktiziert. Die beiden freunden sich an.
Währenddessen tauchen bei Frankie und Clawdeen Hexen auf, die sie vertreiben können. In Bloodgoods Büro erzählen Clawdeen, Frankie und Draculaura ihr, was in ihrem Zimmer passiert ist. Toralei und ihre Freunde kommen an und sagen ihr, dass sie gekommen sein müssen, weil Draculaura die Hexen angelockt hat. Clawdeen und ihre Freundinnen stellen Toralei zur Rede, um klarzustellen, dass Draculaura unschuldig ist, aber Bloodgood kündigt an, dass sie ein schulweites Verbot für jegliche Hexerei verhängen wird. Ellis gibt sich Draculaura gegenüber als Mensch zu erkennen und überredet sie, mit ihm zu seiner Mutter Zamara, der Anführerin des Hexenzirkels von Salem, zu gehen, um möglicherweise die jahrhundertealte Fehde zwischen ihnen und den Vampiren zu beenden. 
Clawdeen und ihre Freunde machen sich auf die Suche nach Draculaura. Ihre Spur führt sie nach Seattle, wo Draculaura auf Zamara, die Anführerin des Hexenzirkels, trifft. Diese überredet Draculaura, am nächsten Tag auf dem großen Hexenkonklave zu sprechen. Währenddessen gelingt es Apollo Wolf, dessen Sicherheitsfirma für die Sicherheit des Unternehmens zuständig ist, Clawdeen zu Draculaura zu führen. Sie reden miteinander, aber sie will nicht gehen, da sie glaubt, für den Frieden kämpfen zu müssen. Clawdeen und ihre Freunde kehren ohne Draculaura zur Monster High zurück, rechtzeitig zu den Abschlussreden der Präfekten. Wo Toralei Hassreden hält, ruft sie zur Integration auf. Nachdem Draculaura Clawdeens Rede in Seattle gesehen hat, macht sie sich auf den Rückweg. Sie wird jedoch von Zamara aufgehalten und erklärt, dass Draculaura ihre Gefangene ist. Da sie um Mitternacht erwachsen wird, will der Zirkel sie benutzen, um einen Sterblichkeitsfluch zu sprechen, der alle Vampire um Mitternacht vernichtet. Draculaura wird in einem Käfig gesperrt, der Monster abhält und mit einem Bann belegt, der sie dazu zwingt, den Fluch ununterbrochen zu singen. Der Fluch kann nur aufgehoben werden, wenn sie jemand berührt.
Clawdeen, ihre Freunde und Toralei entdecken Zamaras Plan und retten Draculaura in Seattle. Zamara will die Freunde aufhalten, aber Ellis, der von seiner Mutter enttäuscht ist, weil sie ihn manipuliert hat, hilft ihnen und hält seine Mutter auf. Clawdeen riskiert ihr Leben, um Draculaura zu retten, indem sie die Gitterstäbe des Käfigs verbiegt. Als sie das Bewusstsein verliert, steht sie dem Sensenmann gegenüber, weigert sich aber, aufzugeben. Clawdeen kommt zu sich, nachdem sie von Frankie wiederbelebt wurde. Ellis und Draculaura versöhnen sich und sie gehen zurück zur Schule.
Zurück an der Monster High feiern die Freunde Draculauras Geburtstag. Dann erfahren sie, dass Clawdeen zur Verwaltungsstudentin gewählt wurde und sich Toraleis Respekt verdient hat. Deuce nimmt sich ein Jahr Auszeit, um sich selbst zu finden. Er verlässt daraufhin die Monster High und wird vom Sensenmann geschnappt, der auf dem Weg zur Monster High ist, um die Toten, die wiederbelebt wurden (Frankie) zu holen.

## Produktion
Im Oktober 2022 wurde eine Fortsetzung von Monster High: Der Film angekündigt. Todd Holland kehrt als Regisseur zurück, während Miia Harris, Ceci Balagot, Nayah Damasen und Case Walker erneut die Hauptrollen spielen. Salena Qureshi wurde für die Rolle der Toralei Stripe, ein Charakter aus dem Franchise, gecastet.
Gedreht wurde erneut in Vancouver, British Columbia, Kanada.

## Soundtrack
Der Soundtrack zum Film wurde am 20. September 2023 in den Vereinigten Staaten und in Deutschland veröffentlicht und beinhaltet folgende Songs:
1. My Heart Goes Boom Boom Boom – Miia Harris, Nayah Damasen, Ceci Balagot, Case Walker und Cast of Monster High
2. One Moon, One Heart – Miia Harris, Nayah Damasen & Ceci Balagot
3. Make Your Own Way – Tina Parol & Oh, Hush!
4. Reason We've Got Magic – Nayah Damasen & Bonale Fambrini
5. You Don't Know – Miia Harris, Salena Qureshi und Cast of Monster High
6. Reason We've Got Magic (Reprise) – Nayah Damasen
7. Not How Our Story Goes – Miia Harris, Nayah Damasen & Ceci Balagot
8. Together Forever – FJØRA
9. Gotta Get There Together – Miia Harris, Nayah Damasen & Ceci Balagot
10. Monsters Are – Miia Harris, Nayah Damasen, Ceci Balagot, Case Walker und Cast of Monster High
11. Never Walk Alone – Blue Sky Moon